# Folha de verificação
As folhas de verificação são tabelas ou planilhas usadas para facilitar a coleta e análise de dados. O uso de folhas de verificação economiza tempo, eliminando o trabalho de se desenhar figuras ou escrever números repetitivos. Além disso elas evitam comprometer a análise dos dados. É uma das sete ferramentas da qualidade.